# Препозиция
Препозиция (от лат. prae — перед, впереди и лат. positio — положение) — положение слова, словосочетания или простого предложения (составляющей) перед другой составляющей, синтаксически связанной с ней.
Обычно говорят о препозиции и постпозиции зависимых составляющих относительно главных. Так, в русском языке прилагательные в нейтральном случае препозитивны (белый стол), а во французском и английском препозитивен артикль (le loup, the wolf). Препозиция (в таком, более узком смысле) обычна для языков с левоветвящимся синтаксисом, хотя очень во многих случаях в таких языках представлена и постпозиция отдельных классов слов (например, во французском постпозитивны прилагательные).
Во многих языках термин, соответствующий лат. praepositio, означает не только и не столько порядок слов, сколько особую препозитивную служебную часть речи — предлог (англ. preposition, фр. préposition и др.). Русский термин предлог, также исторически являющийся калькой лат. praepositio, употребляется только в случае препозиции элемента (ради бога); постпозитивное служебное слово с аналогичным статусом называется послелог (лат. postpositio; бога ради).
На препозицию накладывает ограничение также «тяжесть» или длина составляющих; так, длинные зависимые предложения, находясь в синтаксическом положении, типичном в данном языке для препозиции, часто переходят в постпозицию, так как при линейном восприятии текста анализ длинной начальной составляющей затрудняется. Это наблюдается в языках с базовым порядком слов SOV, например, в немецком. В русском языке определения, выраженные причастиями, обычно препозитивны, причастными оборотами — чаще постпозитивны (особенно если причастный оборот длинный), а выраженные придаточными с который — постпозитивны всегда.
Препозитивные клитики называются проклитиками (таковы, например, упоминавшиеся артикли и предлоги в европейских языках).